# Keglevićeva straža Kostel
Keglevićeva straža Kostel je počasno-povijesna postrojba Krapinsko-zagorske županije. Osnovana je 12. ožujka 2001. godine unutar Kluba "Kostelska pištola".
Izrasla je iz tradicije osobnih čuvara grofova Keglevića od Bužima, o čemu prvi povijesni trag datira s početka 1523. godine. Te je godine Juraj Brandenburški prodao Petru Kegleviću od Bužima grad i posjed Kostel za 13 000 forinti, nakon čega on postaje glavno sjedište velikaške obitelji. Petar Keglević držao je u gradu posadu oboružanu "pištolama" koja je nadzirala ceste prema susjednoj Štajerskoj. U čast Isusova uskrsnuća Petar Keglević slao je naoružanu stražu da u noći s Velike subote na Uskrs čuva grob Isusa Krista te se ujutro nakon izlaska iz crkve slavilo pucnjevima iz pištola. Običaj uskrsnog pucanja, "streljanja iz pištole", u Kostelu podno starog grada – kaštela Kostelgrada proglašen je 2012. nematerijalnim kulturnim dobrom, uvršten na Listu zaštićenih kulturnih dobara Republike Hrvatske i stavljen pod odgovarajući sustav zaštite i očuvanja kulturnih dobara. 
Povijesna postrojba Keglevićeva straža Kostel danas djeluje u Kostelu kraj Pregrade te broji 30 aktivnih i 50 pričuvnih pripadnika. Naoružani su ručno rađenim "pištolama" – kuburama izvanredne vatrene moći koje se izrađuju prema starim nacrtima i prava su mala remek-djela te spomenik povijesti i vojne tradicije tog kraja. 
Zastava i grb povijesne postrojbe rađeni su u kombinaciji plave i crvene boje te šahiranog grba po uzoru na odoru Keglevićeve straže. U plavom je dijelu natpis "Povijesna postrojba Krapinsko-zagorske županije", a u donjem, crvenom, natpis "Keglevićeva straža – KOSTEL" s oznakom pištole kao zaštitnim znakom te znakom Krapinsko-zagorske županije. Pripadnici postrojbe moraju ispuniti brojne kriterije za članstvo – moraju biti punoljetni hrvatski građani podrijetlom ili rodbinski vezani s Kostelom kraj Pregrade, a nakon dragovoljnog pristupanja trebaju proći dvotjednu selekcijsku izobrazbu rukovanja vatrenim oružjem, vojničkog držanja, poštovanja zapovijedi, kretanja i sl. 
Keglevićeva straža službena je počasna postrojba Krapinsko-zagorske županije od 19. prosinca 2008. Član je Saveza povijesnih postrojbi hrvatske vojske, organizator smotre kuburaških društava Krapinsko-zagorske županije i član Europskog saveza povijesnih postrojbi. Godišnje ima prosječno pedesetak službenih izlazaka. Sudjeluje u obilježavanju dana gradova županije, ali i izvan nje, gostuje kod drugih povijesnih postrojbi, tradicionalno sudjeluje u svečanosti obilježavanja Dana sjećanja na žrtvu Vukovara i Škabrnje, Dana spomena na Rudolfa Perešina, a sudjelovala je i na inauguraciji predsjednice RH Kolinde Grabar-Kitarović te na velikom vojnom mimohodu u Zagrebu u kolovozu 2015. godine.